# ユトリベルク
ユトリベルク（ユトリベルグ、Uetliberg）はチューリッヒ市の西方にそびえる低山で、同市の最高峰である。なお、チューリッヒ州の最高峰ではない。

## 概要
チューリッヒ中央駅から市電10番線に乗り、山頂まで徒歩5分ほどの、ユトリベルク駅まで行くことができる。山頂には展望塔やホテル、レストランなどがあり、天気のよい日には観光客で賑わう。山頂から尾根伝いに南下する道はよく整備され勾配も緩やかなため、ハイキングやジョギングのコースとして市民に愛されている。
麓（東斜面）からのぼっても1時間半ほどで山頂に登れる。路面電車13番線の終点（Albisgütli）から始まるルートが最短だが、これは割と急斜面で土砂崩れなども起きやすく、安全にのぼり切るには登山靴などそれなりの装備が必要である。このルートの途中、山頂から南に15分ほど下った尾根に、1840年にここで滑落死した青年を悼む追悼碑が立っている。もう一つのルートは路面電車9番線と14番線の終点（Triemli）から始まるもので、若干長いものの路面状態はこちらの方が安定している。

## 風景

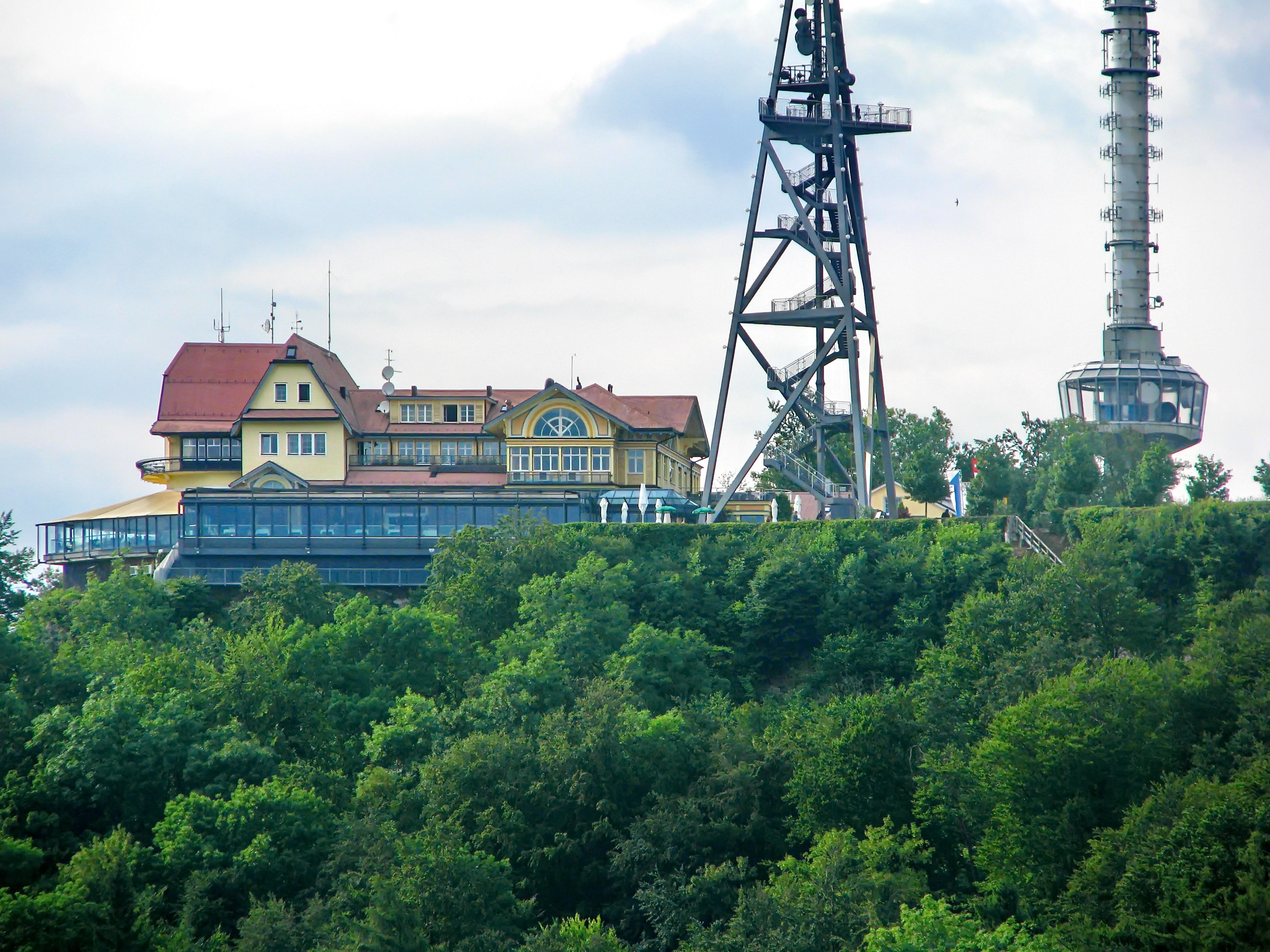
山頂部
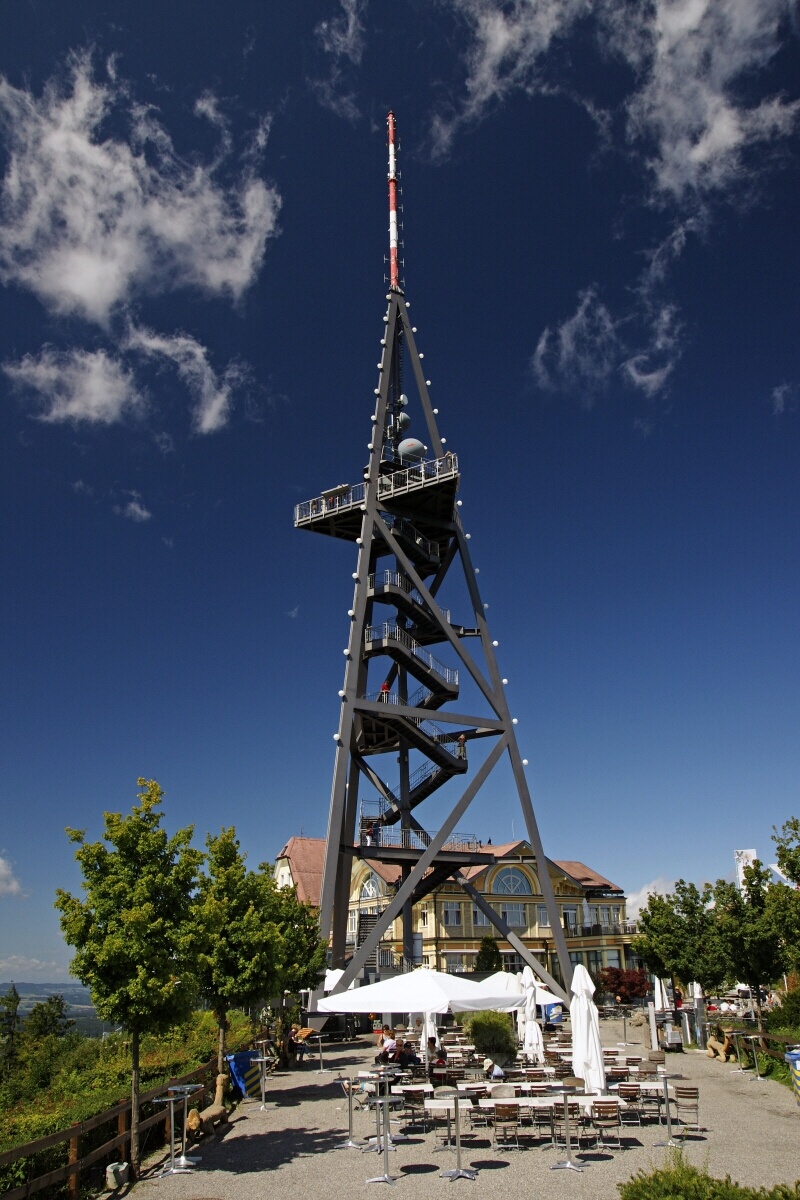
展望台
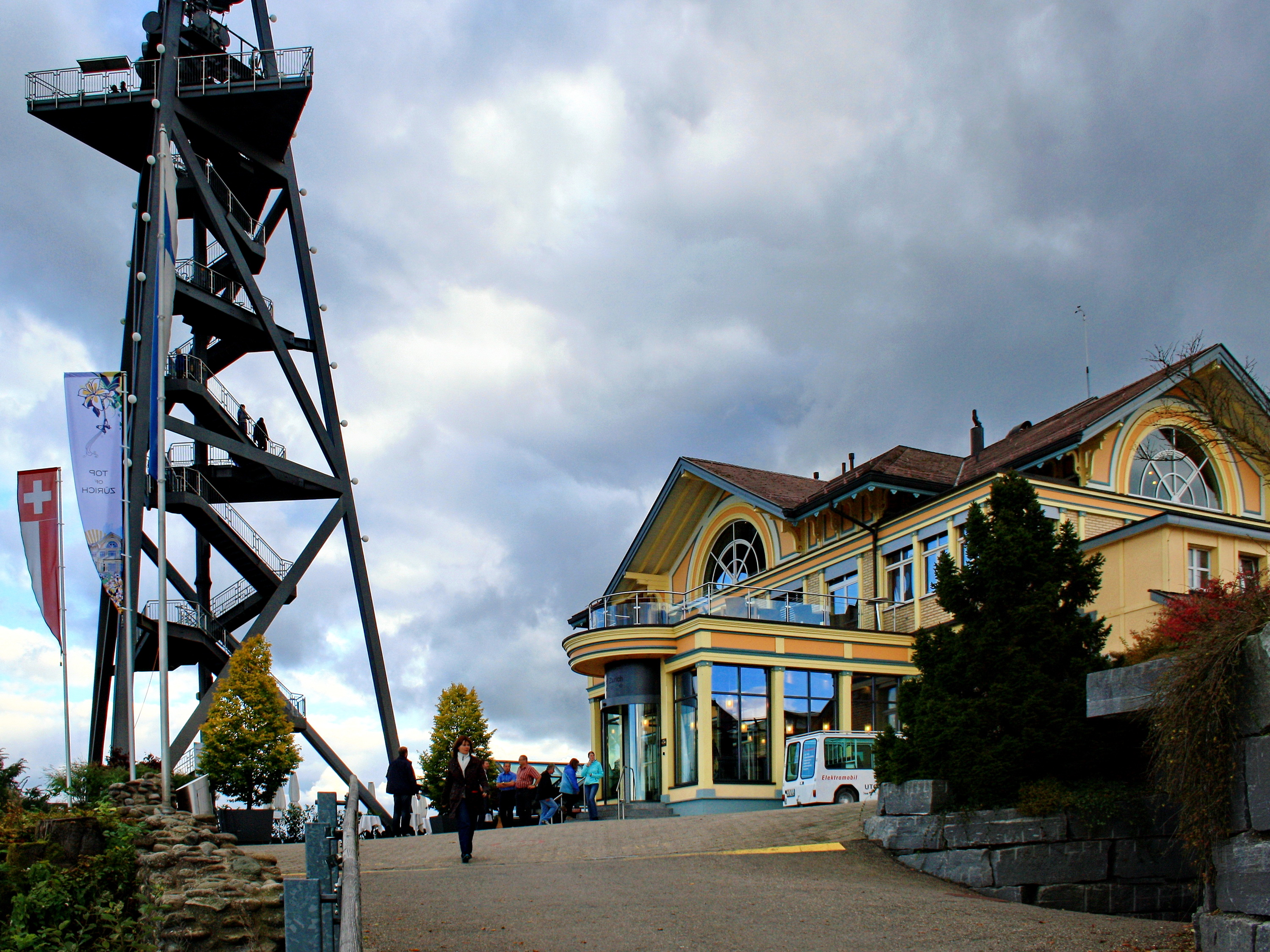
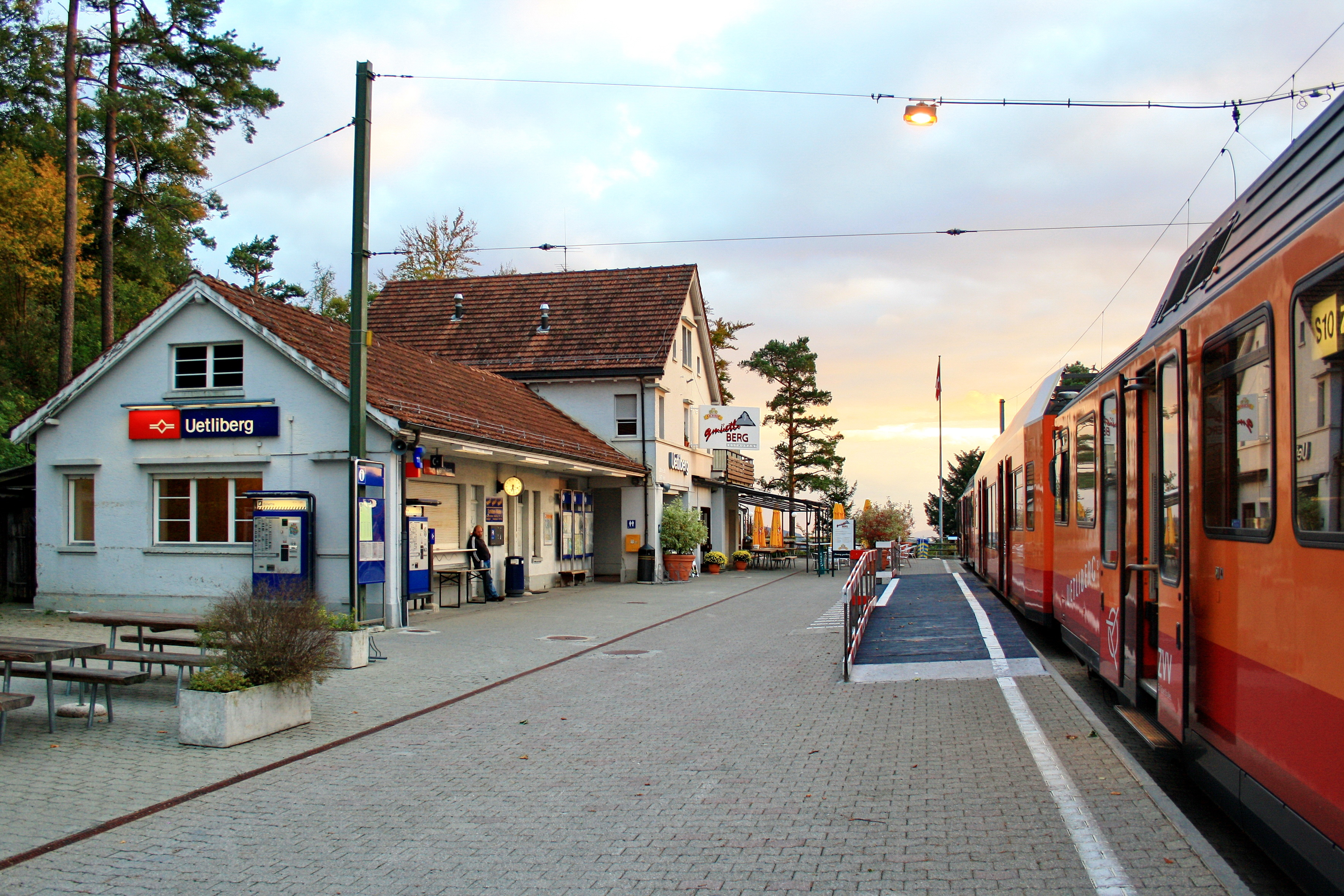
ユトリベルク駅
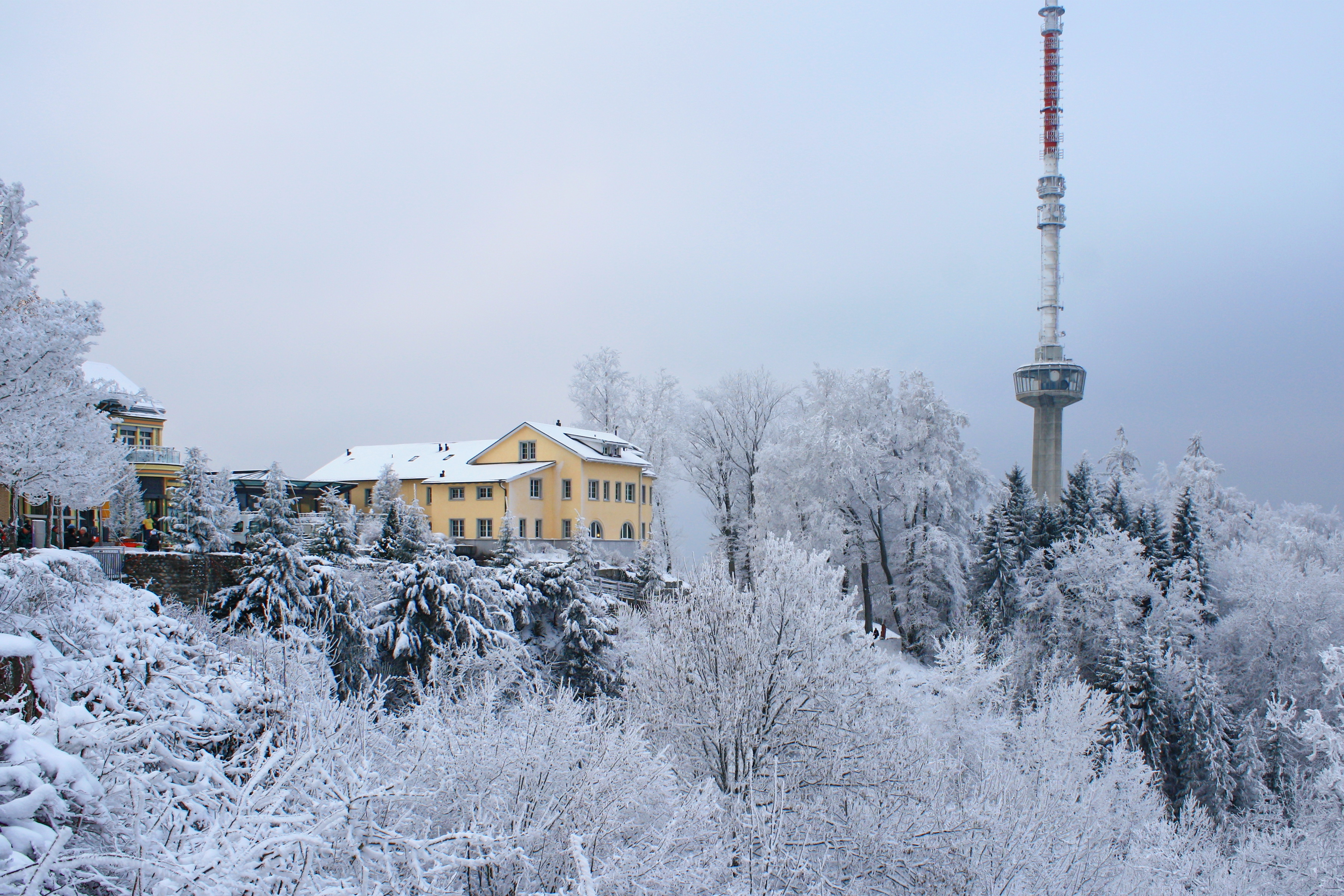